# Jeanne Walschot
Marie-Jeanne (Jeanne) Walschot (15 juni 1896 – 1977) was een Brusselse kunsthandelaar en -verzamelaar van "art nègre", een Afrikaanse variant van primitieve kunst.
Ze was een pionier in de handel van Afrikaanse kunst - de eerste vrouwelijke Afrikaanse kunsthandelaar ooit - en speelde daarmee een sleutelrol in de promotie van Afrikaanse kunst in België. Ze was internationaal gekend voor haar specialisatie in artefacten uit het voormalige Belgisch-Congo, de zogenaamde "Congoliana", die ze op hun oorspronkelijke locaties traceerde. Bij haar dood bestond haar toen reeds legendarische collectie uit meer dan 3000 objecten, verzameld tussen de Eerste Wereldoorlog en de vroege jaren 1970. Deze collectie is nagelaten aan het Koninklijk Museum voor Midden-Afrika in Tervuren.
Haar excentrieke en avant-garde persona - ze werd ook wel de Belgische Nancy Cunard genoemd - en de controversiële relatie die ze zou hebben met haar werk, vormde de basis van het performancekunstproject Jeanne. Or the Western Touch, die in 2021 aanving.

## Levensloop
Walschot is in 1896 geboren als Marie-Jeanne Farasyn, met de achternaam van haar ongetrouwde moeder, die ze jarenlang zou dragen. Pas toen haar moeder, Marie Malvine (Malvine) Farasyn, in 1919 met Firmin Egide Walschot trouwde en deze Jeanne als zijn legitieme dochter erkende, nam ze haar vaders achternaam aan. Ze hield deze voor de rest van haar leven, want ze was nooit getrouwd.

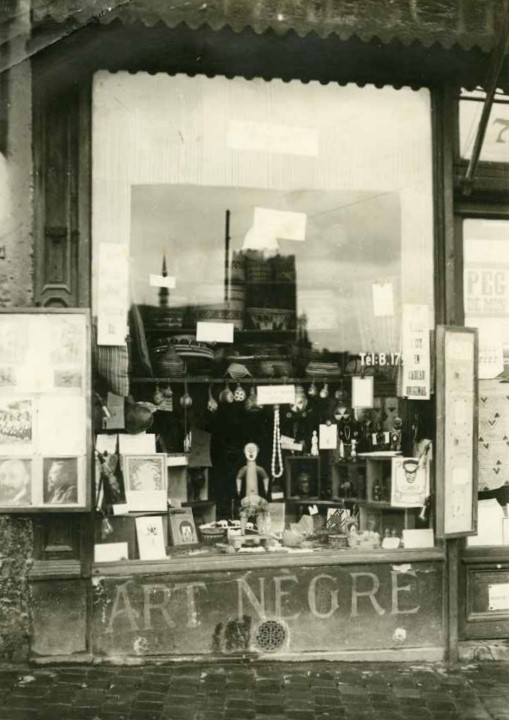
Walschots eerste winkeltje, Madeleinestraat 71

In 1923 opende zij met haar moeder haar kunsthandel in Madeleinestraat 71, te Brussel. Het pand, dat voorheen door Malvine onder de naam Maison Walschot / Armes du Congo voor andere zaken doorging, werd hiertoe in 1926 omgedoopt tot Art Nègre.  Walschot verhandelde daar haar verzameling van Afrikaanse kunstwerken. De basis voor de imposante verzameling werd gevormd door de objecten die zij geërfd had van familieleden uit het bewind van Belgisch-Congo. Walschot was in de eerste plaats een verwoede collectionneuse en om haar hobby te kunnen bekostigen, was de handel in Afrikaanse kunst voor haar noodzaak.
Vanaf 1930, toen ze deelnam aan de Internationale Tentoonstelling van Koloniale, Maritieme en Vlaamse Kunst in Antwerpen was Walschot een publieke figuur geworden. Ze werd vervolgens penningmeester van de Classe des Arts et Métiers Indigènes, waaraan zij een grote keur aan voorwerpen uit haar collectie ter beschikking stelde. Haar eigen collectie dijde in de eerste tien jaar tijd zodanig uit dat haar woning meer op een showroom leek. Eind 1933 tot begin 1934 stelde zij haar toen tot 1000 stuks uitgegroeide collectie onder de titel 1000 objets nègres de la collection Walschot tentoon in het Cercle Artistique et Littéraire van het Brusselse Koninklijke Parktheater. Het was de eerste Afrikaanse kunsttentoonstelling ooit die toegewijd was aan de verzameling van een enkele verzamelaar.
Ze zou vijftien jaar de Art Nègre bestieren tot ze in 1938 moest verhuizen vanwege een aflopende huurcontract. In 1940 zette ze elders in dezelfde straat een nieuw winkeltje op, deze keer met de naam Souvenirs du Congo, waar ze tot 1953 verbleef alvorens ze definitief de Madeleinestraat verliet en in 1956 het winkeltje Art Noir startte in de Bergstraat.
Op de Wereldtentoonstelling van 1935 in Brussel had Walschot niet alleen een commerciële stand, ze was ook verantwoordelijk voor de decoratie van het paviljoen van de Belgische koloniale propaganda, waar ze onder andere een levensecht voorstelling van een "karavaan van Congolese dragers" gebouwd had. Op de Wereldtentoonstelling van 1939 in New York stond ze in het paviljoen van Belgisch-Congo.

### Vrienden en kenissen
Walschot had twee goede vrienden die haar gedurende haar lange carrière terzijde hebben gestaan. Victor Hennebert (1877-1947) was behalve vriend tevens zakenpartner met wie Walschot meer dan 30 jaar, tot aan zijn dood, samenwerkte, het huis deelde en het sociale culturele leven van Brussel verkende. Germaine Van Parys was evenals Walschot een dynamisch en ondernemende vrouw. Hennebert en Van Parys waren beiden fotograaf.
Tot haar naaste kennissenkring behoorde voorts Gaston Denys Périer, eerste secretaris van de Commission pour la protection des arts et metiers indigènes (COPAMI).

### Publieke imago
Walschot was als handelaar succesvol in de door mannen gedomineerde kunstsector, waar ze zo'n vijftig jaar actief was. Ze was een excentrieke dame, ook qua verschijning, wat gepaard ging met het uitbundig dragen van Afrikaanse juwelen en sieraden. Ze cultiveerde haar publieke imago met de door haar vrienden gemaakte foto's waarin ze poseerde met haar Afrikaanse kunstobjecten. De Société des photographes-reporters die Hennebert en Van Parys in 1929 oprichtten heeft hier mogelijk aan bijgedragen.

### Collectie van Walschot
De basis voor Walschots imposante verzameling, die bij haar dood meer dan 3000 stukken bevatte, werd gevormd door een grote hoeveelheid objecten die zij geërfd had van familieleden die goede functies hadden in het bewind van het voormalige koloniale Belgische Congo. Walschot was een agressieve verzamelaarster die haar kunstobjecten behandelde op een manier waar latere conservatoren hun wenkbrauwen voor optrokken.
Zoals vaak het geval was voor objecten uit privéverzamelingen, ging veel informatie over de oorsprong van deze objecten verloren. Hierdoor kon wel eens een vorm van geschiedsherschrijving ontstaan: zo kon op de westerse kunstmarkt de nadruk nogal eens vallen op dat het om 'Congoliana' uit de 'collectie van Walschot' ging. Zo werden deze objecten statussymbolen van cultureel kapitaal en rijkdom die aan de eigenaar een imago van wereldwijsheid en verfijning zouden geven.

## Postuum

### Jeanne. Or the Western Touch

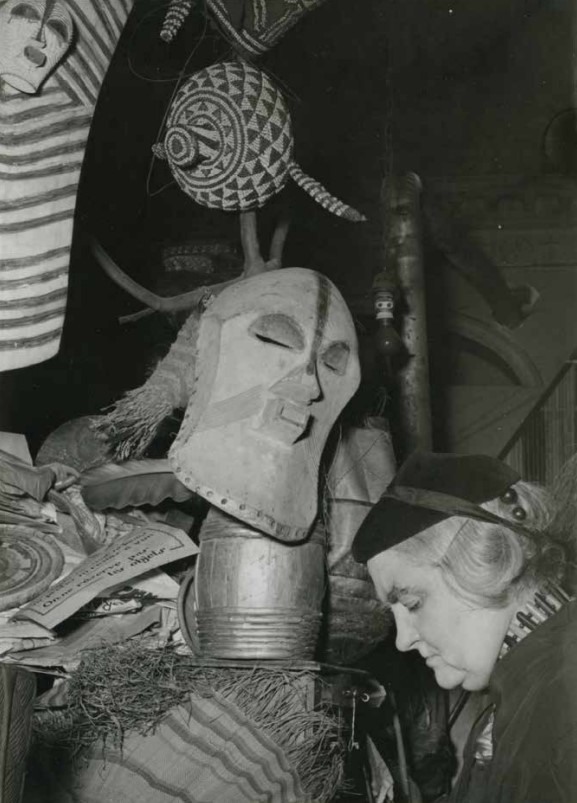
Walschot in ca. 1953

In 2021 zijn Simone Basani en Alice Ciresola de performatieve kunstcollectie Jeanne. Or the Western Touch gestart, een project waarin de Europese witte verlangens verkend worden om "de Ander en het Onbekende" te ontmoeten, maar ook om deze te controleren, te bezitten en te exotiseren. Aan de basis van dit project staat de figuur van Walschot, waarbij 'haar controversiële relatie met haar verzameling' een belangrijke inspiratiebron is. In dit project krijgen interdisciplinaire kunstenaars, zoals Maïte Álvarez, Roger Fähndrich, en Simone Basani zelf, de opdracht om voor Walschots collectie een werk te maken "dat de kracht en de betekenis van de Westerse toets aanpakt in processen van exotisering, toe-eigening, verleiding, onderwerping en misbruik."
Álvarez riep met haar werk La Collectionneuse de geest van Walschot op. Ze bracht hiervoor Walschots collectie in 2021 naar het Brugse Gruuthusemuseum, waar het op een speelse, verleidelijke en bezitterige manier werd gemanipuleerd om de fysieke relatie te reconstrueren die Jeanne Walschot met haar collectie zou hebben.
Het workshop erotisch schrijven Am I Evil?, dat in 2022 door Fähndrich werd ingeleid in de vorm van een lecture-performance, was een semifictieve speculatie over het (seks)leven van Walschot.

### Onderzoek in residentie
In 2023 was er een oproep om als onderzoeker te resideren in het Africamuseum. De objecten van de collectie van Walschot zijn open en dienen als "rode draad" om de geschiedenis van de collecties van het museum op een kritische en dekoloniale wijze te benaderen, alsook de Belgisch-Congolese betrekkingen rond het Congolees erfgoed tijdens de koloniale en postkoloniale periode.  Een geheel dat ook de rol van de kunstmarkt en de verzamelaars in de collecties van het museum in vraag stelt.